# Alchemilla pseudocartalinica
Alchemilla pseudocartalinica är en rosväxtart som beskrevs av Sergei Vasilievich Juzepczuk. Alchemilla pseudocartalinica ingår i släktet daggkåpor, och familjen rosväxter. Inga underarter finns listade i Catalogue of Life.